# مدیترینین ایر فرایت
مدیترینین ایر فرایت (به انگلیسی: Mediterranean Air Freight) یک شرکت هواپیمایی است که در تاریخ ۲۰۰۳ میلادی تأسیس شده است.
دفتر مرکزی مدیترینین ایر فرایت در آتن، یونان واقع شده‌است و قطب این شرکت هواپیمایی در فرودگاه بین‌المللی آتن قرار دارد.